# Дружба (палац спорту)
Палац спорту «Дружба» (Арена «Дружба») — спортивно-концертний комплекс в місті Донецьк.

## Відомості
Палац спорту «Дружба» є одним з найважливіших спортивних споруджень міста, його першочергове завдання — розвиток хокею в регіоні. Після відкриття Палацу спорту на його базі протягом 16 років діяла дитяча хокейна школа з хокею. У секції займалося понад п'ятисот дітей.
Льодовий палац спорту «Дружба» розрахований на 3500 глядачів, побудований у 1975 році за типовим проєктом 1956 року. У 1957 році введений в експлуатацію. У ньому встановлені нові холодильні установки. У ці роки стіни палацу не раз приймали змагання найвищого рівня.
Холодильні установки працювали без капітального ремонту до початку 1990-х років. До цього моменту не було проведено жодного серйозного капітального ремонту. Палацу усе складніше було задовольняти вимоги, які висувались щоб проводити тут змагання. Зрештою холодильні установки вийшли з ладу, у 1992 році Палац був закритий. З 1990 року в стінах палацу проводився міжнародний легкоатлетичний турнір «Зірки жердини». Також ПС «Дружба» був домашньою ареною для баскетбольних, волейбольних і гандбольних команд Донецька. З 2006 року тут проводив свої матчі БК «Донецьк».
У 2009 році відбулася капітальна реконструкція Льодового палацу, в ході якої був оновлений фасад будинку, встановлені сучасні холодильні установки, місткість трибун збільшена до 4000 глядачів. Донецьк отримав право на проведення Чемпіонату світу 2010 року серед юніорських команд у другому дивізіоні. З цього часу Льодовий палац спорту став домашньою ареною ХК «Донбас».
У ніч з 26 на 27 травня 2014 року представники терористичної самопроголошеної ДНР скоїли розбійний напад на арену «Дружба», розграбували палац та влаштували в ньому пожежу